# Duché de Cracovie
 (décembre 2018).
Si vous disposez d'ouvrages ou d'articles de référence ou si vous connaissez des sites web de qualité traitant du thème abordé ici, merci de compléter l'article en donnant les références utiles à sa vérifiabilité et en les liant à la section « Notes et références ».
1138–1320
Entités précédentes :
- Royaume de Pologne

Entités suivantes :
- Voïvodie de Cracovie

Le duché de Cracovie (en polonais : Księstwo krakowskie), également connu sous le nom de la province senioriale (dzielnica senioralna), est un ancien duché médiéval qui fut instauré lors du démembrement territorial du 
duché de Pologne, constitué des cinq provinces selon le testament du duc Boleslas III Bouche-Torse en 1138. Il était situé dans la région historique de la Petite-Pologne au sud-ouest du pays dont la capitale était à Cracovie.
Afin d'éviter des guerres fratricides entre ses fils, Boleslas III prévoyait que l'autorité suprême devait revenir à l'aîné de la maison Piast qui porterait le titre de princeps, senior ou grand-duc et siègerait à Cracovie. Toutefois, la situation ne tarda pas à dégénérer et le séniorat fut disputé entre ses descendants, affaiblissant considérablement le pays. Le duché de Cracovie perdura jusqu'à la fin de cette période de fragmentation lors du couronnement du roi Ladislas Ier de Pologne en 1320. Après deux siècles de morcellement, Ladislas réunit les diverses principautés constituées sur le territoire de la Pologne.

## Histoire
Le principe sénioral établi dans le testament de Boleslas III Bouche-Torse prévoit que, à tout moment, le membre le plus âgé de la dynastie détient le pouvoir suprême sur le reste de la dynastie avec le titre de "duc de toute la Pologne" et dirige la Province Séniorale.

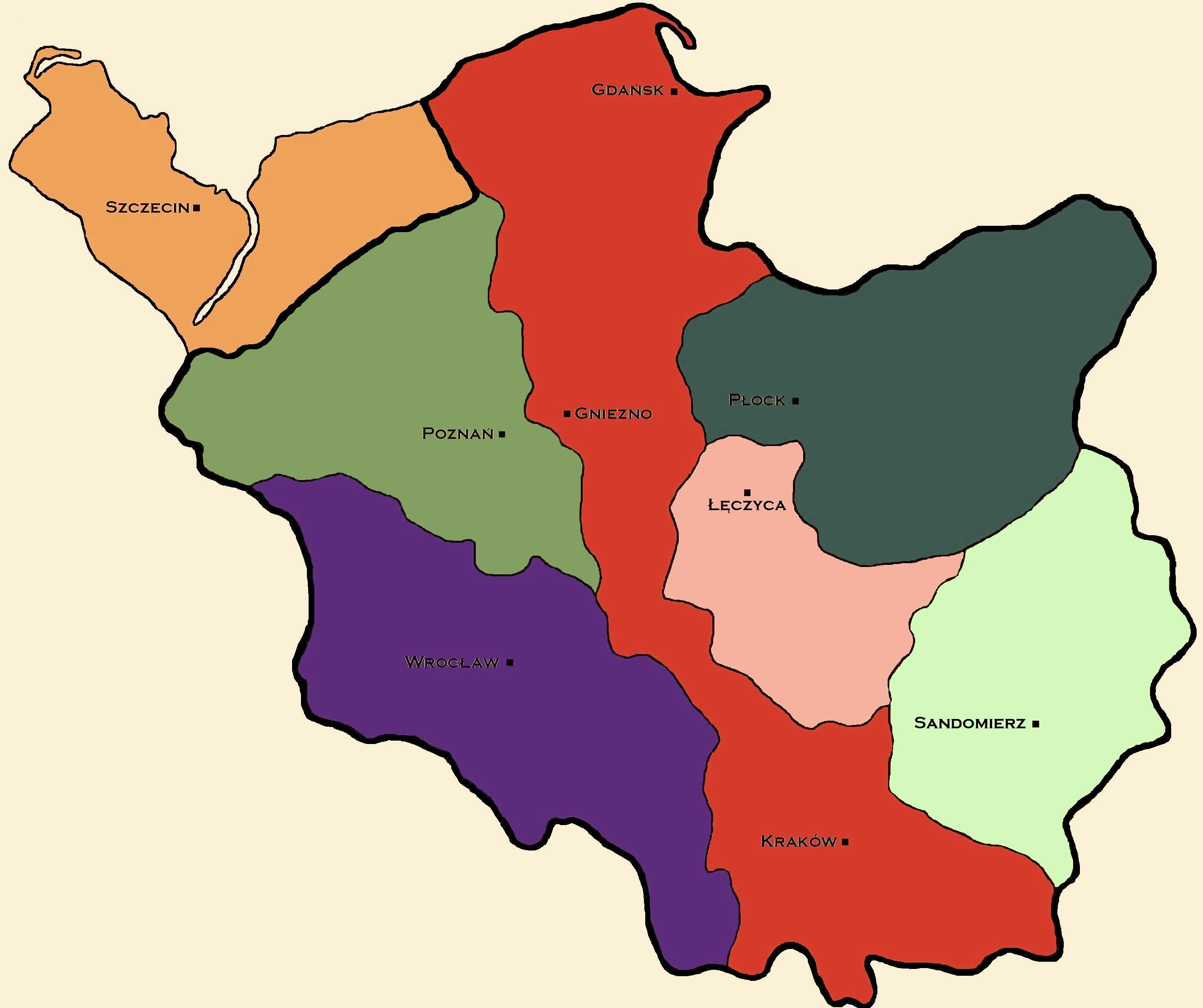
La province séniorale de Cracovie vers 1138 (en rouge).

En 1138, Ladislas II, le fils aîné de Boleslas III, règne sur une vaste bande de terre qui traverse du nord au sud le centre de la Pologne et qui est composée de:
- la Petite-Pologne à l'exception du duché de Sandomierz, allouée à son frère cadet Henri, troisième fils de Boleslas;
- la partie orientale de la Grande-Pologne, autour de Gniezno, le centre ecclésiastique de la Pologne, et Kalisz;
- l'ouest de la Cujavie;
- les terres de Łęczyca, détenues par Salomé, la veuve de Boleslas.

Le grand-duc réside à Cracovie, la capitale de toute la Pologne depuis 1038. Il contrôle aussi le duché de Silésie et ses vassaux de Pomérélie de Gdańsk à l'est du duché de Poméranie. Le grand-duc est chargé de la défense des frontières et de la politique étrangère. Il a le droit de disposer des troupes en garnison dans les autres duchés, de superviser le clergé (nommer les évêques et les archevêques) et de frapper la monnaie.
Le grand-duc administre généralement ses propres territoires (province, duché), dont il hérite de sa propre branche de la dynastie des Piast et qu'il laisse à ses héritiers. En revanche, Cracovie reste l’apanage du duc sénior. Sa possession constitue un apport important et doit permettre au grand-duc de prendre l'ascendant sur ses vassaux. Toutefois, la règle du séniorat s'effondre rapidement avec le premier sénior, Ladislas II, qui est banni par ses jeunes demi-frères en 1146.
Après l'exil de Ladislas, le séniorat est assumé par l'aîné de ses demi-frères (2e fils de Boleslas III), Boleslas IV "le Crépu", duc de Mazovie, qui meurt sans descendance en 1173. Mieszko III, quatrième fils de Boleslas III, devient à son tour le sénior. La Mazovie et les terres de Cujavie reviennent à Leszek (ou Lesco ou Lech), le fils - encore mineur - du duc Boleslas le Long.

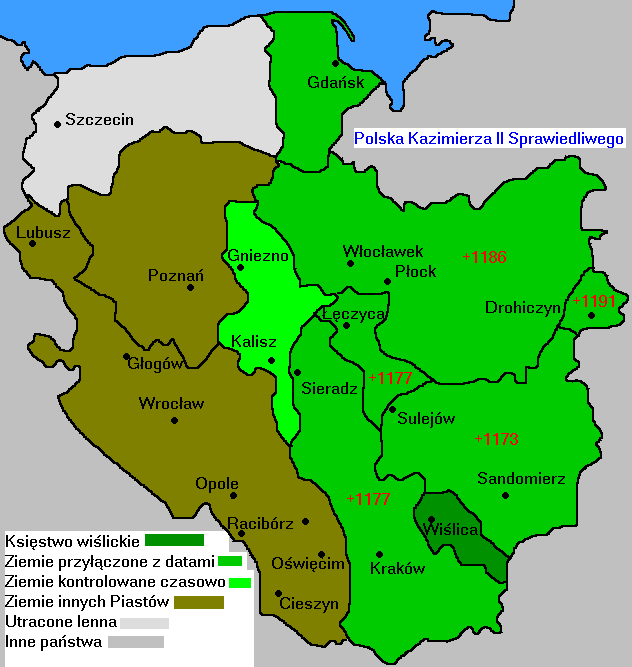
Le duché de Cracovie à partir de 1177.

Le principe sénioral s'avère finalement être un échec car le règne de Mieszko III à Cracovie est non seulement contesté par les fils de Ladislas le Banni, mais aussi par Casimir II, le plus jeune fils de Boleslas Bouche-Torse, qui, pour être né posthume, n'avait pas reçu d'héritage dans le testament de son défunt père. Bien qu'en 1177 il ait reçu le duché de Sandomierz à la mort de Boleslas IV (celui-ci en avait hérité à la mort sans héritier de son frère Henri), Casimir saisit l'occasion d'un soulèvement des magnats et des nobles de Petite-Pologne pour prendre le pouvoir. Une lutte à long terme s'ensuit entre les deux frères au cours de laquelle Mieszko III parvient à récupérer les terres autour de Gniezno et de Kalisz.
En 1194, lorsque Lech le Blanc entend hériter de son père Casimir II, le séniorat est de nouveau contesté par son oncle Mieszko III (qui décède en 1202), puis par Conrad le dernier frère de Mieszko, puis encore par son cousin, Ladislas III Jambes-Grêles, fils de Mieszko III, et par son autre cousin Mieszko IV Jambes-Mêlées, deuxième fils de Ladislas le Banni, duc de Haute-Silésie.
Dans cette lutte, Lech le Blanc trouve la mort en 1227. Les terres de Pomérélie sont perdues quand Świętopełk II, duc de Poméranie, se déclare indépendant. En 1238, le duc de Silésie Henri Ier dit le Barbu, prétendant rétablir les dernières volontés de Boleslas III Bouche-Torse, réunit finalement les duchés de Wrocław (Silésie) et de Cracovie.
Cependant, le rétablissement du  duché de Pologne unitaire par les Piast de Silésie échoue quand Henri II, dit le Pieux, fils d'Henri Ier est tué à la bataille de Legnica, lors de l'invasion mongole en 1241. Après le court règne de Conrad Ier de Mazovie (1241-1243), il est remplacé par Boleslas V "le Pudique" (1243-1279), qui, avant sa mort en 1279, désigne Lech II le Noir comme successeur.
En 1288, Lech II le Noir meurt sans héritier. Les Piast de Silésie s'emparent à nouveau du duché de Cracovie lorsque Henri IV dit "le Juste", duc de Wrocław, devient grand-duc (Henri III comme duc de Cracovie) . Mais Henri meurt à son tour en 1290, également sans héritier. Avant de mourir, il a choisi Przemysl II, duc de Grande Pologne, comme héritier du trône de Cracovie. Mais ce choix est contesté par Ladislas le Bref, duc de Cujavie et par Venceslas II, le roi de Bohême, qui revendique également le trône de Cracovie.

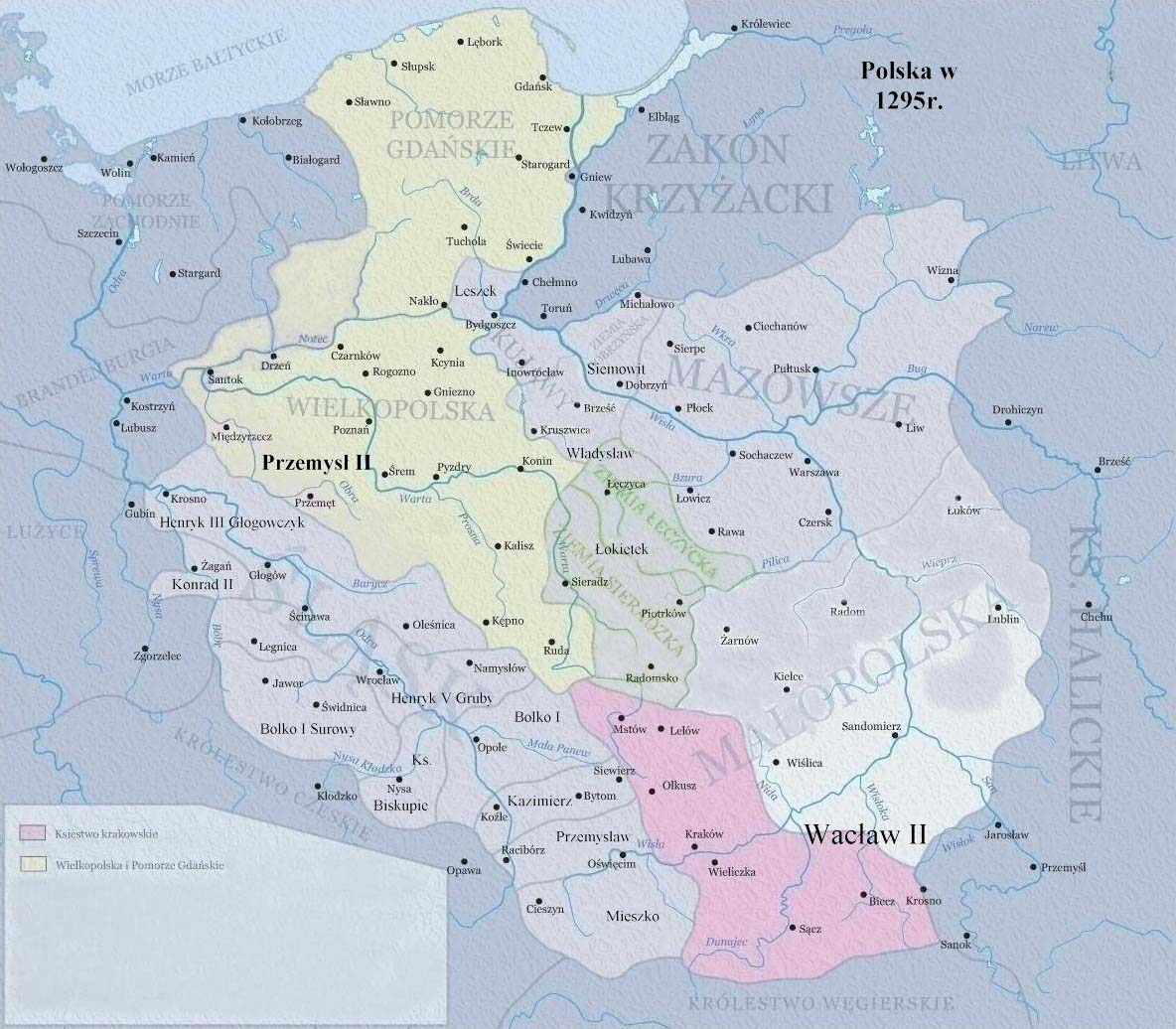
Le duché de Cracovie en 1295 (en rose)

Menacé par Ladislas et impopulaire à Cracovie, Przemysl est contraint de signer un accord avec Venceslas et lui cède la Petite-Pologne, faisant ainsi entrer la dynastie des Přemyslides dans les affaires polonaises. Le 26 juin 1295, Jakub Świnka l'archevêque de Gniezno et primat de Pologne couronne alors Przemysl II sans attendre l’accord du pape et du Saint-Empire. C'est le premier couronnement royal depuis la déposition de Boleslas II le Hardi en 1079. Son règne est de courte durée, puisque Przemysl est assassiné l'année suivante. Venceslas se proclame alors son successeur et se fait couronner dans la cathédrale de Gniezno le 25 juillet 1300 sous le nom de Venceslas Ier (Waclaw en polonais) , par Jakub Świnka.
Venceslas décède des suites d’une tuberculose le 21 juin 1305. Le 4 août 1306, alors qu'il est en route pour recevoir la couronne de son père, son fils Venceslas II de Pologne, âgé de 16 ans, est assassiné dans le palais épiscopal d'Olomouc à la suite d'un complot ourdi par les grands polonais. Profitant de la situation, Ladislas le Bref s’empare de Cracovie et accède au pouvoir, faisant plier les patriciens de Cracovie et l’évêque Jan Muskata.
Devenu duc de Cracovie, Ladislas IV le Bref s’installe au château du Wawel le 1er septembre 1306. Il doit d'abord faire face à l’armée du Brandebourg, puis aux chevaliers teutoniques venus dans un premier temps lui prêter main-forte, mais qui entendent désormais conserver la Poméranie. Le 20 janvier 1320, Ladislas se fait couronner roi dans la cathédrale du Wawel par Janisław, le nouvel archevêque de Gniezno. Ce couronnement marque la fin du séniorat et la reconstruction d’un royaume solide qui incorpore désormais le duché de Cracovie.

## Ducs de Cracovie,princepsde Pologne
| Portrait      | Nom                                                                                         | Début du règne | Fin du règne                      | Notes | |
| ------------- | ------------------------------------------------------------------------------------------- | -------------- | --------------------------------- | --- | --- |
| Ladislas II   | Ladislas II « le Banni » (Władysław II Wygnaniec) (1105 – 30 mai 1159)                      | 1138           | 1146                              | Fils aîné de Boleslas III « Bouche-Torse », il devient à ce titre le premier princeps de Pologne. Après de longues querelles avec ses demi-frères cadets, il est chassé du pouvoir en 1146 et s'enfuit à la cour de l'empereur Conrad III. | |
| Boleslas IV   | Boleslas IV « le Frisé ou le Crépu » (Bolesław IV Kędzierzawy) (vers 1125 – 5 janvier 1173) | 1146           | 5 janvier 1173                    | Deuxième fils de Boleslas III « Bouche-Torse », il succède à son demi-frère aîné Ladislas II « le Banni ». | |
| Mieszko III   | Mieszko III « le Vieux » (Mieszko III Stary) (vers 1126/1127 – 13 mars 1202)                | 1173           | 1177                              | Troisième fils de Boleslas III « Bouche-Torse », il succède à son demi-frère aîné Boleslas IV à sa mort. Il est déposé par son plus jeune frère, le duc de Sandomierz Casimir II « le Juste ».                                             | |
| Casimir II    | Casimir II « le Juste » (Kazimierz II Sprawiedliwy) (1138 – 5 mai 1194)                     | 1177           | 1191                              | Dernier fils de Boleslas III « Bouche-Torse », il dépose son frère aîné Mieszko III « le Vieux » en 1177. | |
| Mieszko III   | Mieszko III « le Vieux » (Mieszko III Stary) (vers 1126/1127 – 13 mars 1202)                | 1191           | 1191                              | Il reprend brièvement le pouvoir avec l'aide de la noblesse de Petite-Pologne. | |
| Casimir II    | Casimir II « le Juste » (Kazimierz II Sprawiedliwy) (1138 – 5 mai 1194)                     | 1191           | 5 mai 1194                        | Il reprend le pouvoir et le conserve jusqu'à sa mort. | |
| Lech Ier      | Lech Ier « le Blanc » (Leszek Biały) (vers 1186 – 24 novembre 1227)                         | 1194           | 1198                              | Fils aîné de Casimir II « le Juste », il hérite du séniorat à la mort de son père. | |
| Mieszko III   | Mieszko III « le Vieux » (Mieszko III Stary) (vers 1126/1127 – 13 mars 1202)                | 1198           | 13 mars 1202                      | (3e règne)Il reprend le pouvoir et le conserve jusqu'à sa mort. | |
| Lech Ier      | Lech Ier « le Blanc » (Leszek Biały) (vers 1186 – 24 novembre 1227)                         | 1202           | 1202                              | Il reprend le pouvoir à la mort de son oncle mais il en est chassé presque aussitôt par son cousin Ladislas III, avant de le reprendre quelques mois plus tard.                                                                            | |
| Ladislas III  | Ladislas III « Jambes-Grêles » (Władysław III Laskonogi) (1161/1167 – 3 novembre 1231)      | 1202           | 1202                              | Cinquième fils de Mieszko III « le Vieux ». | |
| Lech Ier      | Lech Ier « le Blanc » (Leszek Biały) (vers 1186 – 24 novembre 1227)                         | 1202           | 1210                              | (3e règne). | |
| Mieszko IV    | Mieszko IV « Jambes-Mêlées » (Mieszko IV Plątonogi) (vers 1130 – 16 mai 1211)               | 1210           | 16 mai 1211                       | Deuxième fils de Ladislas II « le Banni », il s'empare du séniorat en 1210 et le conserve jusqu'à sa mort, l'année suivante. | |
| Lech Ier      | Lech Ier « le Blanc » (Leszek Biały) (vers 1186 – 24 novembre 1227)                         | 1211           | 24 novembre 1227                  | Il reprend le pouvoir à la mort de Mieszko IV « Jambes-Mêlées » et le conserve jusqu'à sa mort (4e règne). | |
| Ladislas III  | Ladislas III « Jambes-Grêles » (Władysław III Laskonogi) (1161/1167 – 3 novembre 1231)      | 1227           | 1229                              | (2e règne). | |
| Conrad Ier    | Conrad Ier de Mazovie (Konrad I Mazowiecki) (vers 1187/1188 – 31 août 1247)                 | 1229           | 1231                              | Dernier fils de Casimir II « le Juste » et frère cadet de Lech Ier « le Blanc ». | |
| Henri Ier     | Henri Ier « le Barbu » (Henryk I Brodaty) (vers 1165/1170 – 19 mars 1238)                   | 1231           | 19 mars 1238                      | Fils de Boleslas Ier « le Long », lui-même fils aîné de Ladislas II « le Banni ». | |
| Henri II      | Henri II « le Pieux » (Henryk II Pobożny) (vers 1196/1207 – 9 avril 1241)                   | 1238           | 9 avril 1241                      | Fils aîné d'Henri Ier « le Barbu », il est tué à la bataille de Legnica contre les Mongols. | |
| Boleslas II   | Boleslas « le Chauve » (Bolesław II Rogatka) (vers 1220/1225 – 26/31 décembre 1278)         | 1241           | 1241 (non compté car non reconnu) | Fils aîné d'Henri II « le Pieux ». | |
| Conrad Ier    | Conrad Ier de Mazovie (Konrad I Mazowiecki) (vers 1187/1188 – 31 août 1247)                 | 1241           | 1243                              | (2e règne). | |
| Boleslas V    | Boleslas V « le Pudique » (Bolesław V Wstydliwy) (21 juin 1226 – 7 décembre 1279)           | 1243           | 7 décembre 1279                   | Fils de Lech Ier « le Blanc ». Il ne laisse pas d'enfants pour lui succéder. | |
| Lech II       | Lech II « le Noir » (Leszek II Czarny) (vers 1241 – 30 septembre 1288)                      | 1279           | 30 septembre 1288                 | Fils aîné de Casimir Ier de Cujavie, le deuxième fils de Conrad Ier de Mazovie. Il ne laisse pas d'enfants pour lui succéder. | |
| Henri III     | Henri III « le Juste » (Henryk III Probus) (vers 1258 – 23 juin 1290)                       | 1288           | 23 juin 1290                      | Duc Henri IV de Silésie, fils d'Henri III « le Blanc », lui-même le deuxième fils d'Henri II « le Pieux ». | |
| Przemysl II   | Przemysl II (Przemysł II) (14 octobre 1257 – 8 février 1296)                                | 1290           | 1296                              | Fils du duc Przemysl Ier de Grande-Pologne, fils de Ladislas Odonic, fils d'Odon de Poznań, fils aîné de Mieszko III « le Vieux ». Il reprend le titre de roi de Pologne en 1295.                                                          | |
| Venceslas Ier | Venceslas Ier (Wacław Ier) 27 septembre 1271 – 21 juin 1305)                                | 1296           | 21 juin 1305                      | Membre de la dynastie des Přemyslides, il est roi de Bohême depuis 1278 sous le nom de Venceslas II. Il épouse Élizabeth Ryksa, la fille unique de Przemysl II, et lui succède à sa mort.                                                  | Membre de la dynastie des Přemyslides, il est roi de Bohême depuis 1278 sous le nom de Venceslas II. Il épouse Élizabeth Ryksa, la fille unique de Przemysl II, et lui succède à sa mort. |
| Venceslas II  | Venceslas II (Wacław II) (6 octobre 1289 – 4 août 1306)                                     | 1305           | 4 août 1306                       | Fils de Venceslas III. Il ne laisse pas d'enfants pour lui succéder. | Fils de Venceslas III. Il ne laisse pas d'enfants pour lui succéder. |
| Ladislas IV   | Ladislas IV « le Bref » (Władysław IV Łokietek) (1261 – 2 mars 1333)                        | 1306           | 20 janvier 1320                   | Fils de Casimir Ier de Cujavie. De 1275 à 1288, il doit partager le pouvoir avec ses frères. En 1320, il est couronné roi. | |

## Sources
- (en) Cet article est partiellement ou en totalité issu de l’article de Wikipédia en anglais intitulé « Seniorate Province » (voir la liste des auteurs).